# 竜門村 (和歌山県)
竜門村（りゅうもんむら）は、和歌山県那賀郡にあった村。現在の紀の川市の中部、紀の川の左岸、和歌山線・粉河駅の南方一帯にあたる（粉河駅自体は村域に含まない）。

## 地理
- 山岳：龍門山
- 河川：紀の川

## 歴史
- 1889年（明治22年）4月1日 - 町村制の施行により、荒見村・杉原村・勝神村・風市村・遠方村の区域をもって発足。
- 1955年（昭和30年）4月1日 - 粉河町・長田村・川原村と合併し、改めて粉河町が発足。同日竜門村廃止。